# نسبية جمالية

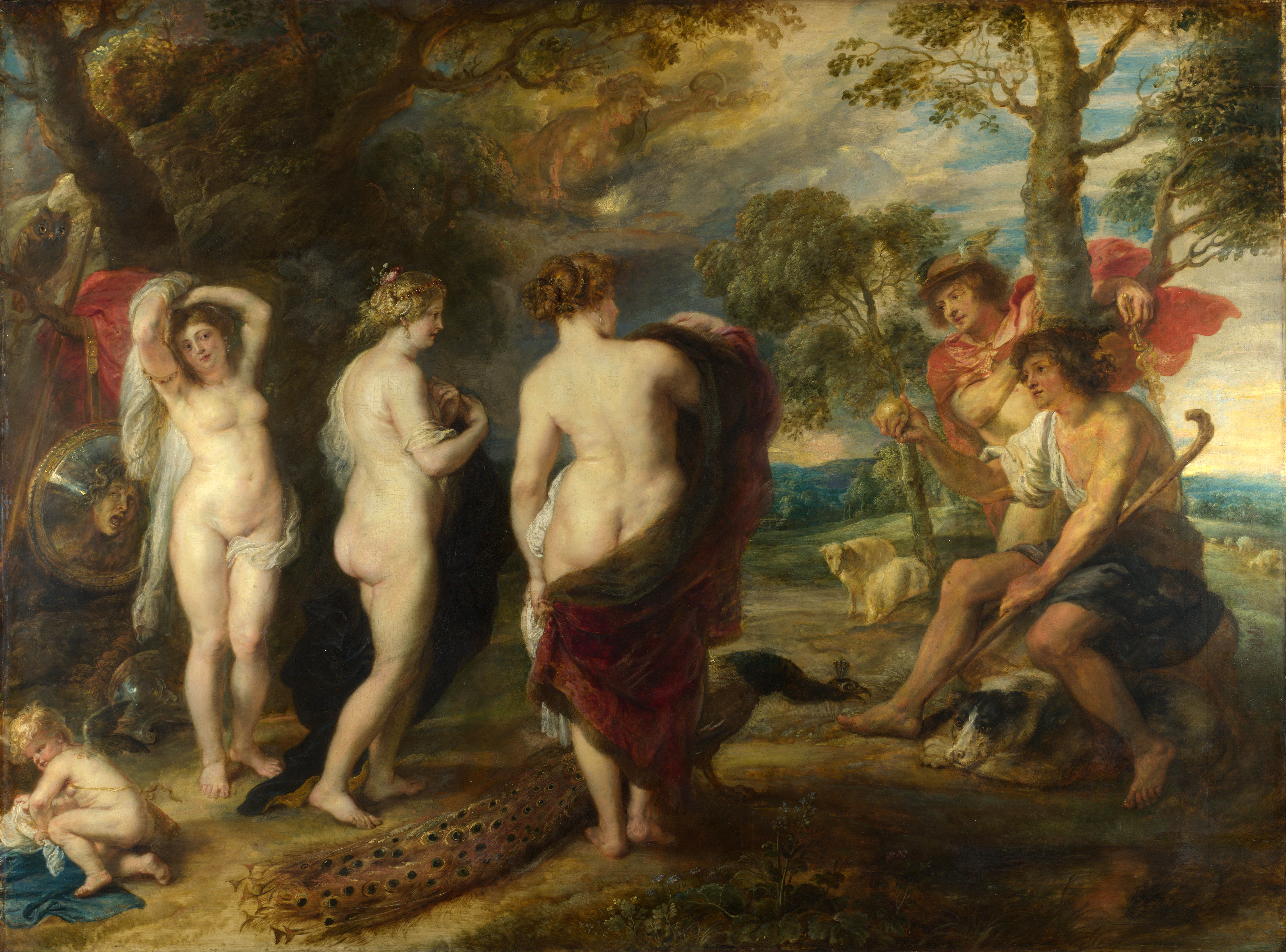

النسبية الجمالية هي فكرة أن وجهات نظر الجمال هي نسبة إلى الاختلافات في الإدراك والنظر، وفي جوهرها، ليس لها حقيقة مطلقة أو صحة مطلقة.

## نظره عامة
ويمكن اعتبار النسبية الجمالية مجموعة فرعية من النسبية الفلسفية الشاملة، التي تنكر أي معايير مطلقة للحقيقة أو الأخلاق وكذلك من الحكم الجمالي. (مصدر كثيرًا ما يستشهد للنسبية الفلسفية في نظرية ما بعد الحداثة هو جزء من نيتشه، بعنوان «على الحقيقة والكذب في معنى خارج الأخلاقية»).
على سبيل المثال، من الناحية التاريخية، فإن شكل الأنثى كما هو موضح في فينوس ويليندورف والنساء في لوحات روبنز سيعتبر اليوم مفرطًا في الوزن، في حين أن النماذج النحيفة على أغلفة مجلات الموضة المعاصرة سيعتبرها أسلافنا بلا شك في ضوء سلبي.
النسبية الجمالية هي مجموعة متنوعة من الفلسفة المعروفة عموماً باسم النسبية، والتي تلقي بظلال من الشك على إمكانية الوصول المباشر إلى «العالم الخارجي»، وبالتالي ترفض الادعاء الإيجابي بأن البيانات التي أدلي بها عن العالم الخارجي يمكن أن تكون معروفة بأنها صحيحة موضوعياً. وتشمل أنواع أخرى من النسبية النسبية المعرفية (الادعاء العام بأن كل الحقيقة والمعرفة نسبية) والنسبية الأخلاقية (الادعاء بأن الأحكام الأخلاقية نسبية). النسبية الجمالية والأخلاقية هي فئات فرعية من النسبية المعرفية. الفلاسفة الذين كانوا مؤثرين في التفكير النسبية تشمل ديفيد هيوم، خاصة له «التشكك الراديكالي» كما هو المنصوص عليها في أطروحة الطبيعة البشرية، توماس، فيما يتعلّّم إلى التاريخ وفلسفة العلم، وبشكل خاصّ عمله البنية من ثورات علميّة: فريدريش نيتشه، في الفلسفة الأخلاقية وعلم المعرفة؛ وريتشارد رورتي، على الطوارئ من اللغة.
الفلاسفة الذين قدموا حسابات موضوعية مؤثرة تشمل أفلاطون، وعلى وجه الخصوص له نظرية الأشكال. إيمانويل كانت، الذي جادل بأن الحكم على الجمال، على الرغم من كونه ذاتي، هو وظيفة تمارس عالميًا من العقل. نعوم تشومسكي، الذي يجادل نظريته في علم اللغة من أجل قواعد اللغة العالمية (أي أن اللغة ليست مشروطة كما جادل النسبيون بأنها كذلك).
وكان إيمانويل كانت، الخصم الفلسفي الأبرز للنسبية الجمالية، الذي جادل بأن حكم الجمال، وإن كان ذاتياً، هو حكم عالمي.